# Harry Vardon
Pour les articles homonymes, voir Vardon.
Harry Vardon, né le 9 mai 1870 à Grouville (Jersey) et décédé le 20 mars 1937, est l'un des meilleurs golfeurs du début du XXe siècle. Britannique, il remporte à six reprises le British Open en 1896, 1898, 1899, 1903, 1911 et 1914, un record. Il est également sacré outre-Atlantique à une reprise, en 1900, lors de l'US Open. 
Cette première grande tournée aux États-Unis en 1900 lui donne une renommée internationale. En 1913, il perd la finale de l'US Open face au jeune amateur Américain Francis Ouimet. Il est encore présent sur le parcours de l'US Open vingt ans plus tard. Il termine deuxième à 50 ans.
Au cours de sa carrière, il gagne 62 tournois incluant l'Open d'Allemagne en 1911 et le British PGA Matchplay Championship en 1912 et est introduit au World Golf Hall of Fame dès la création de ce dernier en 1974. Le Trophée Vardon de la PGA Tour porte son nom.
L'héritage de Vardon continue pour beaucoup de golfeurs d'aujourd'hui avec le fameux Vardon grip — façon efficace de tenir le club dans les mains qu'on voit sur la photo — le dernier doigt de la main droite se pose sur le premier de la main gauche.

## Palmarès

### Tournois individuels (48)
- 1896 The Open Championship, Pau Golf Club Invitational, Cleveland Golf Club Pro Tournament
- 1897 Wallasey Open  , Southport Open
- 1898 The Open Championship, Royal Musselburgh Open  , Prestwick St Nicholas Tournament  , Windermere Invitational  , Norbury Invitational  , Carnoustie Pro Event  , Earlsferry & Elie Professional Tournament  , County Down Professional Tournament  , Barton-on-Sea Invitational  , Lytham St Annes Professional Tournament
- 1899 The Open Championship, Cruden Bay Professional Tournament  , Irish Championship Meeting Professional Tournament  , Mid-Surrey Professional Meeting
- 1900 U.S. Open
- 1901 Mid-Surrey Professional Tournament  , Glamorganshire Golf Club Invitational (Wal)
- 1902 Leeds Cup  , Witley Court Invitational  , Edzell Golf Club Open Meeting
- 1903 The Open Championship, Richmond Golf Club Invitational  , Enfield Golf Club Invitational  , Western Gailes Invitational
- 1904 The Irvine Golf Club Match Play
- 1905 Montrose Open
- 1906 Musselburgh Tournament  , News of the World Matchplay Southern Section qualifying at Stanmore (tie with James Braid)
- 1907 Blackpool Park Invitational
- 1908 Nice International Tournament  , Costebelle Club Invitational
- 1909 St Andrews Tournament
- 1911 The Open Championship, Tooting Bec Cup  , Bramshot Cup  , German Open
- 1912 Cooden Beach Open  , News of the World Match Play
- 1913 Sphere and Tatler Foursomes Southern Section qualifying at Denham (tie with James Batley)  , US Open qualifying Tournament
- 1914 The Open Championship, Sphere and Tatler Foursomes Southern Section qualifying at Worplesdon  , Cruden Bay Professional Tournament

## Championnat Majeurs

### Victoires (7)
| Année | Tournoi                   | 54 holes          | Score gagnant   | Marge de victorie | Second           |
| ----- | ------------------------- | ----------------- | --------------- | ----------------- | ---------------- |
| 1896  | The Open Championship     | 4 coups de retard | 83-78-78-77=316 | Playoff 1         | J.H. Taylor      |
| 1898  | The Open Championship (2) | 2 coups de retard | 79-75-77-76=307 | 1 coup            | Willie Park, Jr. |
| 1899  | The Open Championship (3) | 3 coups d'avance  | 76-76-81-77=310 | 5 coups           | Jack White       |
| 1900  | U.S. Open                 | 4 coups de retard | 79-78-76-80=313 | 2 coups           | J.H. Taylor      |
| 1903  | The Open Championship (4) | 7 coups de retard | 73-77-72-78=300 | 6 coups           | Tom Vardon       |
| 1911  | The Open Championship (5) | 3 coups de retard | 74-74-75-80=303 | Playoff 2         | Arnaud Massy     |
| 1914  | The Open Championship (6) | 2 coups de retard | 73-77-78-78=306 | 3 coups           | J.H. Taylor      |

1 Bat J.H. Taylor sur un play-off en 36 trous par 4 coups 

2 Bat Arnaud Massy sur un play-off en 36 trous: Massy concède la victoire sur le 35ème trou

### Résultats
| Tournoi               | 1893 | 1894 | 1895 | 1896 | 1897 | 1898 | 1899 |
| --------------------- | ---- | ---- | ---- | ---- | ---- | ---- | ---- |
| U.S. Open             | NYF  | NYF  |      |      |      |      |      |
| The Open Championship | T23  | T5   | T9   | 1    | 6    | 1    | 1    |

| Tournoi               | 1900 | 1901 | 1902 | 1903 | 1904 | 1905 | 1906 | 1907 | 1908 | 1909 |
| --------------------- | ---- | ---- | ---- | ---- | ---- | ---- | ---- | ---- | ---- | ---- |
| U.S. Open             | 1    |      |      |      |      |      |      |      |      |      |
| The Open Championship | 2    | 2    | T2   | 1    | 5    | T9   | 3    | T7   | T5   | T26  |

| Tournoi               | 1910 | 1911 | 1912 | 1913 | 1914 | 1915 | 1916 | 1917 | 1918 | 1919 |
| --------------------- | ---- | ---- | ---- | ---- | ---- | ---- | ---- | ---- | ---- | ---- |
| U.S. Open             |      |      |      | 2    |      |      |      | NT   | NT   |      |
| The Open Championship | T16  | 1    | 2    | T3   | 1    | NT   | NT   | NT   | NT   | NT   |

| Tournoi               | 1920 | 1921 | 1922 | 1923 | 1924 | 1925 | 1926 | 1927 | 1928 | 1929 |
| --------------------- | ---- | ---- | ---- | ---- | ---- | ---- | ---- | ---- | ---- | ---- |
| U.S. Open             | T2   |      |      |      |      |      |      |      |      |      |
| The Open Championship | T14  | T23  | T8   |      |      | T17  | CUT  | CUT  | T47  | CUT  |

Note: Vardon a participé uniquement à l'Open Britannique et à l'US Open

NYF = tournoi non encore fondé

NT = pas de tournoiNo tournament

CUT = cut manqué à mi-tournoi

"T" indique une place exæquo